# Moncayolle-Larrory-Mendibieu
Moncayolle-Larrory-Mendibieu (tiếng Basque: Mitikile-Larrori-Mendibile) là một xã thuộc tỉnh Pyrénées-Atlantiques trong vùng Nouvelle-Aquitaine miền tây nam nước Pháp.